# Cándida la Mayor
Cándida la Mayor (en italiano: Cándida la Vecchia) (Nápoles, c. 5 d. C.
- ibidem, 4 de septiembre del 78) fue una santa legendaria cristiana primitiva residente en Nápoles, Italia, venerada en la Iglesia Ortodoxa Oriental y en la Iglesia Católica Romana, con festividad el 4 de septiembre. Es una de las santas patronas de Nápoles.

## Biografía
Según su leyenda, Cándida era una anciana que recibió hospitalariamente al apóstol Pedro cuando este pasaba por Nápoles camino a Roma. Pedro la curó de una enfermedad y se convirtió al cristianismo. Fue bautizada por él y posteriormente convirtió al cristianismo a Aspreno, el primer obispo de Nápoles. Candida Xu, una influyente mujer china del siglo XVII, recibió su nombre en honor a ella.